# Koźmice Wielkie (gromada)
Koźmice Wielkie – dawna gromada, czyli najmniejsza jednostka podziału terytorialnego Polskiej Rzeczypospolitej Ludowej w latach 1954–1972.
Gromady, z gromadzkimi radami narodowymi (GRN) jako organami władzy najniższego stopnia na wsi, funkcjonowały od reformy reorganizującej administrację wiejską przeprowadzonej jesienią 1954 do momentu ich zniesienia z dniem 1 stycznia 1973, tym samym wypierając organizację gminną w latach 1954–1972.
Gromadę Koźmice Wielkie z siedzibą GRN w Koźmicach Wielkich utworzono – jako jedną z 8759 gromad na obszarze Polski – w powiecie krakowskim w woj. krakowskim, na mocy uchwały nr 22/IV/54 WRN w Krakowie z dnia 6 października 1954. W skład jednostki weszły obszary dotychczasowych gromad Koźmice Wielkie, Koźmice Małe i Janowice ze zniesionej gminy Koźmice Wielkie w tymże powiecie. Dla gromady ustalono 27 członków gromadzkiej rady narodowej.
30 czerwca 1960 do gromady Koźmice Wielkie przyłączono obszar zniesionej gromady Gorzków oraz wsie Podstolice i Sygneczów ze znoszonej gromady Grabówki.
31 grudnia 1961 do gromady Koźmice Wielkie przyłączono obszar zniesionej gromady Raciborsko; z gromady Koźmice Wielkie wyłączono natomiast wieś Sygneczów włączając ją do gromady Wieliczka.
30 czerwca 1962 z gromady Koźmice Wielkie wyłączono wieś Grajów włączając ją do gromady Wieliczka.
Gromada przetrwała do końca 1972 roku, czyli do kolejnej reformy gminnej. 1 stycznia 1973 reaktywowano gminę Koźmice Wielkie.